# Augustinerkloster Königsberg
Das Augustinerkloster Königsberg  ist ein ehemaliges Kloster der thüringisch-sächsischen Ordensprovinz der Augustinereremiten in Königsberg in Bayern in Bayern in der Diözese Würzburg.

## Geschichte
Das der Heiligen Maria geweihte Kloster wurde 1363 mit Bestätigung Urbans V. durch Kunigunde von Sternberg gegründet. 1366 wurden dem Kloster durch 
Sophia, die verwitwete Markgräfin von Brandenburg, alle Lehensverpflichtungen erlassen, sie stiftete auch einen Altar. Weitere Förderung erhielt das Kloster von Sophia, Gräfin von Henneberg und Witwe des Burggrafen Albrecht von Nürnberg. Der Bau des Kirchengebäudes konnte 1391 fertiggestellt werden. Das Kloster erhielt mehrfach Rechte und Mittel Adliger aus der näheren Umgebung des Klosters, namentlich darunter auch aus dem Hause der Truchseß von Wetzhausen, von Kilian Truchsess und seine Frau sowie von Hartung Truchsess zum Ebersberg. Damit wurden auch Ausbauten der Kirche finanziert. 
1368 wurde auf einem  Provinzkapitel in Gotha Heinrich de Augea (Aub) zum ersten Prior gewählt. Die meisten Mönche des Klosters waren in der näheren Umgebung in der Seelsorge tätig. Der Konvent bekannte sich bereits frühzeitig zur strengen Observanz, die Reformbewegung des Ordens blieb aber umstritten. Martin Luther soll das Kloster 1518 besucht haben. Zuletzt lebten sieben Mönche in Königsberg, ihr letzter Prior Georg Büttner verließ den Orden 1524 und wurde der erste evangelische Pfarrer von Rügheim. Während des Bauernkrieges 1525 wurde das bereits baufällige Kloster geplündert, was die meisten Mönche wohl auch mit bewog, es zu verlassen. Der letzte Bewohner des Klosters war 1528, im Jahr der Auflösung, der Verwalter Nikolaus Fleischmann.
Die Gebäude gingen in den Besitz der Herren von Coburg über und verfielen im Laufe der Zeit, der Kreuzgang war 1610 noch erkennbar. Heute ist gegenüber der evangelischen Friedhofskapelle St. Burkhard lediglich noch eine alte Steinmauer der Anlage erhalten.